# Bisdom Norwich
Het bisdom Norwich (Latijn: Dioecesis Norvicensis) is een rooms-katholiek bisdom met als zetel Norwich, in de Amerikaanse staat Connecticut. Het bisdom is suffragaan aan het aartsbisdom Hartford. 

## Geschiedenis
Het bisdom werd opgericht op 6 augustus 1953, uit delen van het nieuw verheven aartsbisdom Hartford. 

## Parochies
Het bisdom had in 2021 een oppervlakte van 5.121 km2 en telde 710.300 inwoners waarvan 32,7% rooms-katholiek was.

## Bisschoppen
- Bernard Joseph Flanagan (1 september 1953 - 8 augustus 1959)
- Vincent Joseph Hines (27 november 1959 - 5 juni 1975)
- Daniel Patrick Reilly (5 juni 1975 - 27 oktober 1994)
- Daniel Anthony Hart (12 september 1995 - 11 maart 2003)
- Michael Richard Cote (11 maart 2003 - 3 september 2024)
  - Christopher James Coyne (apostolisch administrator: 3 september 2024 - heden; tevens aartsbisschop van Hartford)

## Galerij van afbeeldingen

Wapen van het bisdom
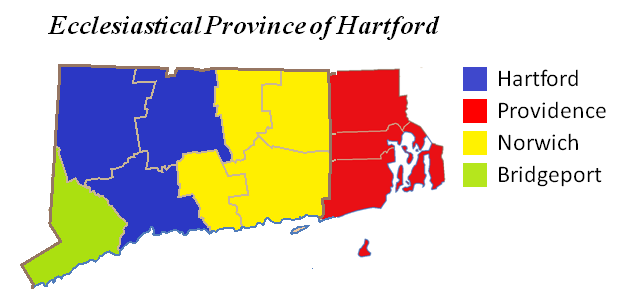
Kerkprovincie met aartsbisdom en suffragane bisdommen
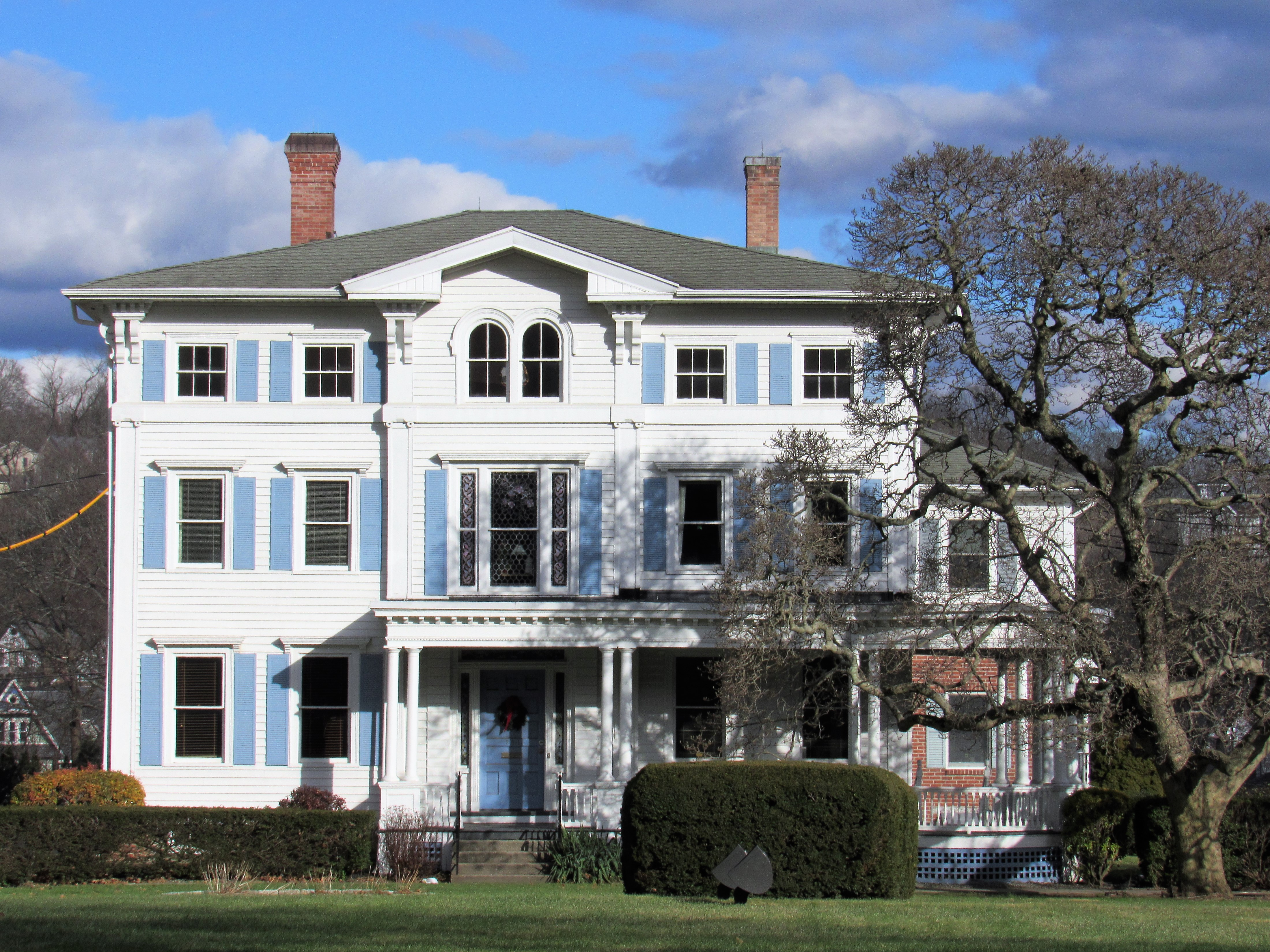
Kanselarij van het bisdom

Hartford (aartsbisdom) · Bridgeport · Norwich · Providence